# Edvardijanska baročna arhitektura
Edvardijanski barok je neobaročni arhitekturni slog mnogih javnih stavb, zgrajenih v britanskem imperiju v edvardijanskem  obdobju (1901−1910).

## Opis
Značilnosti edvardijanskega baročnega sloga izvirajo iz dveh glavnih virov: arhitekture v Franciji v 18. stoletju in sira Christopherja Wrena v Angliji v angleškem baroku. Glavni predstavnik je bil sir Edwin Lutyens, ki je v poznih 1910-ih in 1920-ih letih oblikoval številne poslovne zgradbe v velikem slogu (grand style), kot ga je sam imenoval. To obdobje britanske arhitekturne zgodovine velja za retrospektivno, saj je bilo sočasno z art nouveaujem.
Podrobnosti edvardijanske baročne arhitekture vključujejo rustiko, po navadi je skrajnejša pri tleh, ki se pogosto pretirava pri obokanih odprtinah (po francoskem  zgledu); kupolaste strešne paviljone in osrednje višje stolpaste elemente, ki ustvarjajo živahno strešno silhueto; oživitev italijanskih baročnih elementov, kot so pretirani sklepniki, segmentni ločni pedimenti, stebri z vpetimi bloki, pritrjeni bloki, podobni porušenim oknom; kolonade (včasih pari) stebrov v jonskem slogu in kupolaste stolpe, zelo podobne Wrenovemu za Kraljevo mornariško akademijo v Greenwichu. Nekatere edvardijanske baročne zgradbe imajo podrobnosti iz drugih virov, kot so nizozemski zatrepi na hotelu Piccadilly v Londonu.

## Nekatere stavbe
- Admiralty Arch (Admiralski slavolok), London (1912)
- Belfastska mestna hiša (1906)
- Cardiffska mestna hiša, Cardiff (1906)
- Hanover Building (Hanovrska stavba), Manchester (1909)
- Mitchellova knjižnica, Glasgow, William B. Whitie (1906–11)
- Vojno ministrstvo, London (1906)
- Westminster Central Hall, London (1912)